# El Cristo de la Vera Cruz (Carrión)
El Santísimo Cristo de la Vera Cruz de Carrión de los Céspedes es un crucificado anónimo de finales del siglo XVII venerado en la ermita de Nuestra Señora de Consolación de dicha localidad.
Pertenece a la Real Antigua e Ilustre Hermandad del Santísimo Cristo de la Vera Cruz, María Santísima de la Soledad y Nuestra Señora de Consolación Patrona de Carrión de los Céspedes.
Es titular de la actual hermandad desde 2010, aunque anteriormente perteneció a la extinta Hermandad de la Santísima Vera Cruz de Carrión, fundada en 1660.

## Historia
El Santísimo Cristo de la Vera Cruz, es una las imágenes más antiguas y devocionales de la villa de Carrión, y de hecho, perteneció a la más antigua Hermandad fundad en Carrión: La Hermandad del Santísimo Cristo de la Vera Cruz, con sede en la ermita de Nuestra Señora de Consolación, y cuyas Reglas fueron constituidas en 1660.
Dicho documento aún se conserva y es uno de los tesoros documentales que conserva Carrión. En ellas se puede observar el antiguo trazado de las calles así como el detallado ritual de la salida procesional que debían seguir los penitentes: como el número de latigazos, la posición de ellos en la ermita y las túnicas que debían llevar.

Curiosamente, en aquel tiempo, el Señor de la Vera Cruz llevaba a cabo esta salida el Jueves Santo junto a la Virgen de Consolación, que ya en dichas reglas consta como la Patrona y protectora del pueblo.

Hacia finales del siglo XVIII, fue tallada la Virgen de la Soledad para que acompañara al Señor el Jueves Santo en un palio, que actualmente no se conserva. Dicha talla consiste en una dolorosa de mirada alzada y suplicante tras haber perdido a su hijo.

Las reglas continuaron vigentes hasta el siglo XX, concretamente 1930, cuando, a causa de los problemas políticos que azotaron a España, la Hermandad se extinguió, quedando únicamente en la ermita la Hermandad de la Virgen de Consolación, y dejando de llevar a cabo la procesión de penitencia.

La más reciente historia situó al Cristo de la Vera Cruz en el nuevo Sagrario que se colocó en 2009 en la ermita, concretamente donde antes se situaba el lavatorio donde los penitentes se purificaban tras la procesión del Jueves Santo, y además convirtió al Cristo y a María Santísima de la Soledad en titulares de penitencia de la Hermandad de Consolación tras el CCCL aniversario de la fundación de la extinta Hermandad. Tras dicha efeméride, los titulares llevan a cabo su salida procesional extraordinaria cada cuatro años el fin de semana anterior al Domingo de Ramos.

## Estilo
El Cristo de la Vera Cruz que se venera en la ermita de Ntra. Sra. de Consolación es una talla anónima de Cristo crucificado de tamaño natural fijado al madero por tres clavos cuyo soporte es una pasta de fibra vegetal, estopa y telas encoladas.

Su cronología puede situarse a finales del siglo XVII o principios del XVIII. Las características que presenta lo encuadran en la escuela sevillana, concretamente en la corriente que no se desprende del clasicismo del protobarroco. La dulzura del rostro junto a una policromía sin estridencias lo dotan de la unción que lo han convertido en un significativo referente devocional de la Hermandad de Ntra. Sra. de Consolación.  

## Culto
El Señor es venerado junto a María Santísima de la Soledad durante la Semana Santa en la ermita de Carrión de los Céspedes. Los cultos consisten en un triduo a los titulares y santa misa posterior el martes, miércoles y jueves dos semanas antes de la Semana Santa, y se realiza un Viacrucis el viernes posterior a la finalización del culto.

Cada cuatro años, ambos, en un paso realizado con la colaboración de ciertos hermanos en 2010, salen en procesión extraordinaria el sábado anterior al Sábado de Pasión cada cuatro años.